# Hattori Kota
Kota Hattori (sinh ngày 22 tháng 11 năm 1977) là một cầu thủ bóng đá người Nhật Bản.

## Sự nghiệp câu lạc bộ
Kota Hattori đã từng chơi cho Sanfrecce Hiroshima và Fagiano Okayama.